# Kōno Bairei
Kōno Bairei est un nom japonais traditionnel ; le nom de famille (ou le nom d'école), Kōno, précède donc le prénom (ou le nom d'artiste).
Kōno Bairei (幸野 楳嶺), (3 mars 1844 - 20 février 1895) est un peintre japonais, illustrateur de livres et professeur d'art, né Yasuda Bairei à Kyoto. Membre de l'école de l'ukiyo-e, c'est un maître de la peinture kacho-e (représentation d'oiseaux et de fleurs) de l'ère Meiji.
En 1852, il étudie avec Nakajima Raisho (1796–1871), peintre de l'école Maruyama-Shijō.  Après la mort de Raisho, Bairei étudie avec Shiokawa Bunrin (1808–77), maître de cette même école .
Son œuvre comprend des estampes de fleurs, d'oiseaux et de paysages, avec une touche de réalisme occidental. Son « Album de cent oiseaux » est publié en 1881.
Il ouvre une école d'art en 1880 qui compte Takeuchi Seihō, Tsuji Kakō, Kawai Gyokudō et Uemura Shōen parmi ses élèves. Nombre d'entre eux entreront en contact avec certains artistes de l'école de Lingnan, originaires de Chine du Sud.